# Sennyey László
Kissennyei Sennyey László (Nagytárkány, 1631. május 6. – Nagyszombat, 1703. január 13.) magyar egyetemi tanár, útleíró jezsuita szerzetes.

## Életútja
A kissennyei Sennyey család bárói ágából származik. Édesapja kissennyei Sennyey Pongrác báró, édesanyja keresztesi Dobszay Anna volt. 1631. május 6-án született a Zemplén vármegyei Kistárkányban. 1648-ban lépett be Bécsben a jezsuita rendbe. 1660. március 27-én szentelték pappá Graz-ban, utolsó fogadalmát hat évvel később tette le. 1666-tól a teológia tanára volt a nagyszombati egyetemen 1671 és 1675 között egyúttal rektor is. Innen a graz-i egyetemre került, ahol szintén teológiát tanított. Többször kapott kinevezést a jezsuita rendben elöljárói feladatok ellátására, így 1686-ban ismét nagyszombati rektor lett, 1691-től gráci házfőnök, 1695 és 1699 között pedig bécsi házfőnöki teendőket is ellátta. 1696-tól viceprovinciális, a tartományfőnök helyettese lett, egyúttal újra rektor a Nagyszombatban. Itt halt meg 1703. január 13-án.

## Munkái
- Idea verae nobilitatis honori Illustr. D. Comitis Viti a Strasaldo dicata, Graecii, 1664.
- Vita, Et Virtutes Roberti Bellarmini è Societate Jesu ... Honori Rev. Religiosorum ... Et Philosophiae Magistrorum Cum In Alma Ac Celeberrima Universitate Graecensi Prima Theologiae Laurea Condecorantur ... Dicata Vnanimi Condiscipulorum Theologorum affectu. Anno M.DC.LXXXV. Uo.
- Examen Quadripartitum Ordinandorum. Pro Prima Tonsura, Et Minoribus Ordinibus, Subdiaconatu, Diaconatu & presbýteriatu: Collectum & probatissimis Auctoribus ... Uo. 1686. (Későbbi kiadásai: Köln, 1689, 1693, 1696, 1700, 1704, 1708, 1713, 1718, 1738, 1753; Nagyszombat, 1721, 1750; Velencze, 1758.)
- Conclusiones Canonico-Juridicae. Ex Libro Quatro Decretalium... Tyrnaviae, 1691.

### Kéziratban
- Diarium Rectoratus Tyrnaviensis anni 1686. ívrét (a budapesti egyetemi könyvtárban).